# Leonardo da Vinci: Arte y ciencia del universo
Leonardo da Vinci: Arte y ciencia del universo (título original en italiano: Leonardo da Vinci: arte e scienza dell'universo; en francés: Léonard de Vinci : Art et science de l'univers) es una monografía ilustrada y un relato biográfico del pintor italiano Leonardo da Vinci. La obra es el 73.º volumen de la colección «Universale Electa/Gallimard», escrita por el crítico de arte italiano Alessandro Vezzosi, y publicada en Italia por la editorial Electa/Gallimard, en 1996. Ese mismo año, la obra fue traducida al francés por Françoise Liffran, y publicada en Francia por la editorial parisina Éditions Gallimard en su colección enciclopédica «Découvertes». En España, entró en circulación en 2011 por intermedio de la editorial barcelonesa Blume Naturart, como el 12.º volumen de su colección «Biblioteca ilustrada».
La edición italiana tiene un total de 200 páginas, mientras que la edición francesa contiene sólo 160 páginas. La traducción al español se basa en el texto francés en lugar del italiano original. En 2010 se lanzó una nueva edición en Francia, seguida de un libro digital para iPad en 2012, y una reedición con motivo de la exposición Leonardo da Vinci en el Museo del Louvre del 24 de octubre de 2019 al 24 de febrero de 2020.
En 2001, el libro fue adaptado a un documental para el canal franco-alemán Arte, bajo el título Léonard de Vinci.

## Resumen
En este libro, el autor traza la vida y obra de Leonardo da Vinci —el artista de la pittura mentale—, desde su infancia en Italia hasta su muerte en Francia, en cinco capítulos, seguidos de un conjunto de «Testimonios y documentos». La biografía sitúa la vida de Da Vinci en el contexto de las grandes cortes que visitó: los Médici de Florencia, el Milán ducal y la Francia real.
Es un intento de reescribir la biografía de Da Vinci, en múltiples dimensiones, más allá del aura de mito y misterio, de leyenda y retórica, a partir de manuscritos autógrafos y documentos originales. El libro también presenta una forma de reconsiderar la interpretación de la obra de Da Vinci, su complejidad interdisciplinar, su «universalidad» y «modernidad».

## Contenido
Corpus
- «Tráiler» (pp. 1–7, una serie de dibujos y pinturas de Da Vinci, reproducidos como ilustraciones a página completa)
- Capítulo 1: «Había una vez en Vinci» (pp. 13–23)
- Capítulo 2: «En la Florencia de los Medici» (pp. 25–49)
- Capítulo 3: «En Milán en época de los Sforza» (pp. 51–81)
- Capítulo 4: «El arte y la guerra» (pp. 83–103)
- Capítulo 5: «Milán, Roma, Amboise» (pp. 105–127)

Testimonios y documentos
1. Autobiografía y retrato de un mito (pp. 130–133)
2. Contradicciones y ambigüedades (pp. 134–137)
3. Eros y sublimación (pp. 138–139)
4. Alimentación y salud (pp. 140–141)
5. La adoración de los Magos y La Última Cena (pp. 142–143)
6. Maquinarias de artista (pp. 144–147)
7. «Leonardismos y giocondolatría» (pp. 148–149)

Anexos
- Bibliografía (pp. 150–151)
- Índice de ilustraciones (pp. 152–157)
- Índice alfabético (pp. 157–158)
- Créditos de las imágenes/Agradecimientos (p. 159)

## Recepción
El sitio web Babelio otorga al libro una calificación promedio de 4.19 sobre 5, basada en 8 calificaciones. En el sitio web Goodreads, el libro obtiene un promedio de 3.59/5 basado en 139 calificaciones, lo que indica «opiniones generalmente positivas».

## Críticas
En el diario irlandés The Irish Times, un autor anónimo opina que «este pequeño libro es un resumen útil».

## Adaptación
En 2001, en coproducción con La Sept-Arte y Trans Europe Film, en colaboración con Éditions Gallimard y Museo del Louvre, realiza la adaptación documental de Léonard de Vinci : Art et science de l'univers bajo el título Léonard de Vinci, dirigida por Jean-Claude Lubtchansky, con narración en off por los actores franceses Aurore Clément y Gérard Desarthe, y transmitido por Arte en el programa de televisión L'Aventure humaine. Posteriormente ha sido doblado al alemán bajo el título Leonardo da Vinci: Kunst und Wissenschaft des Universums, y al inglés, con el título Leonardo da Vinci: The Mind of the Renaissance. El documental también ha sido lanzado en DVD, editado por el Centro Nacional del Cine y la Imagen Animada (CNC).